# José María Morelos, Michoacán de Ocampo
José María Morelos är en ort i Mexiko.   Den ligger i kommunen Zinapécuaro och delstaten Michoacán de Ocampo, i den södra delen av landet, 190 km väster om huvudstaden Mexico City. José María Morelos ligger 1 849 meter över havet och antalet invånare är 1 751.
Terrängen runt José María Morelos är platt åt nordväst, men åt sydost är den kuperad. Runt José María Morelos är det ganska tätbefolkat, med 86 invånare per kvadratkilometer. Närmaste större samhälle är Zinapécuaro, 5,3 km öster om José María Morelos. Trakten runt José María Morelos består till största delen av jordbruksmark.